# Transición (cortometraje)
Transición es un cortometraje dramático español de 2023, dirigido por David Velduque y protagonizado por Celeste González.

## Sinopsis
Ángela es una mujer de la tercera edad que vive sola, hasta que un día al despertar encuentra a una desconocida en su casa.

## Reparto
- Celeste González[2] como Ángela
- María Pizarro-Pérez[2]
- Zack Gómez[2]
- Pilar Castro[2]

## Rodaje y producción
El cortometraje empezó a ser rodado en 2022, con dirección de David Velduque y producido por Neurads, como parte de la 5ª temporada del proyecto Indetectables, una plataforma que busca prevenir la discriminación contra las personas LGBT.
Según Velduque, el cortometraje surgió a raíz de la necesidad de dar a conocer la soledad silenciosa que padecen las personas trans de la tercera edad.

## Premios y reconocimientos
En febrero de 2022, Transición obtuvo el premio Trini Falcés a mejor cortometraje, otorgado por el festival Norte Cine Diverso de La Coruña.
En octubre de 2024 fue ganador del segundo premio del jurado en los Premios Terrorífico, obteniendo así un premio económico de 500 euros.
Así mismo, el cortometraje fue mostrado en la Muestra de Cine Trans de Tenerife, CinemaTrans, que tuvo lugar los días 12, 15, 16 y 17 de mayo, siendo mostrado junto a los cortometrajes Claroscuro (de Daniel Voltta) y Ciao Bambina (de Afioco Gnecco), así como los largometrajes La mitad de Ana (de Marta Nieto) y National Anthem (de Luke Gilford), en un certamen que buscó rendir homenaje al clásico de 1972 Mi querida señorita, de Jaime de Armiñán.